# Eta2 Hydri
Eta2 Hydri (η2 Hydri, HD 11977) é uma estrela na constelação de Hydrus. Tem uma magnitude aparente visual de 4,69, sendo visível a olho nu em boas condições de visualização. Com base em medições de paralaxe pela sonda Gaia, está localizada a uma distância de aproximadamente 222 anos-luz (68 parsecs) da Terra. Sua magnitude absoluta é igual a 0,57.

## Propriedades
Eta2 Hydri é uma estrela gigante de classe G com um tipo espectral de G5III. Atualmente está na fase evolucionária do red clump e portanto já iniciou a fusão de hélio no núcleo, após percorrer todo o ramo de gigante vermelha. Sua massa já foi estimada em 1,91 e 2,31 vezes a massa solar, o que indica que inicialmente era uma estrela de classe A enquanto estava na sequência principal. Sua idade é estimada entre 500 milhões e 2 bilhões de anos.
Observações por interferometria mediram diretamente um diâmetro angular de 1,58 milissegundos para Eta2 Hydri, correspondendo a um raio equivalente a 11,4 vezes o raio solar. Com uma luminosidade calculada de 45,3 vezes a solar, a fotosfera da estrela tem uma temperatura efetiva de 4 445 K. Medições espectroscópicas determinaram uma temperatura maior, de aproximadamente 5 000 K. Eta2 Hydri é uma estrela com baixa metalicidade e possui apenas 62% da concentração de ferro do Sol. Sua velocidade de rotação projetada é de 2,4 km/s, correspondendo a um período de rotação de menos de 250 dias.
Eta2 Hydri não possui estrelas companheiras conhecidas.

## Sistema planetário
Em 2005, foi publicada a descoberta de um planeta extrassolar massivo orbitando Eta2 Hydri, detectado por espectroscopia Doppler a partir de observações da estrela pelo espectrógrafo FEROS, no Observatório Europeu do Sul, no período entre outubro de 1999 e novembro de 2004. Foi um dos primeiros planetas descobertos ao redor de uma estrela de massa intermediária (entre 1,5 e 7 massas solares). Em 2015, foi apresentada uma solução orbital atualizada, criada a partir de observações complementares pelos espectrógrafos HARPS e CHIRON (no Observatório Interamericano de Cerro Tololo).
O planeta, denominado Eta2 Hydri b, é um gigante gasoso com um período orbital de 622 dias e uma excentricidade orbital moderada de 0,3. Assumindo uma massa estelar de 2,31 massas solares, ele tem uma massa mínima de 6,5 vezes a massa de Júpiter e está orbitando a estrela a uma distância média de 1,89 UA. Os dados astrométricos da sonda Hipparcos impõem um limite máximo estimado de 66 vezes a massa de Júpiter para a massa do objeto, então ele pode ser uma anã marrom, mas isso é pouco provável.
| Planeta | Massa         | Semieixo maior (UA) | Período orbital (dias) | Excentricidade |
| ------- | ------------- | ------------------- | ---------------------- | -------------- |
| b       | >6,5 ± 0,2 MJ | 1,89 ± 0,005        | 621,6 ± 2,4            | 0,3 ± 0,03     |